# Micro-ARN

Pre-miARN em vez de Pri-miARN no primeiro ponto do mecanismo. Diagrama da ação do microRNA (miRNA) com ARNm

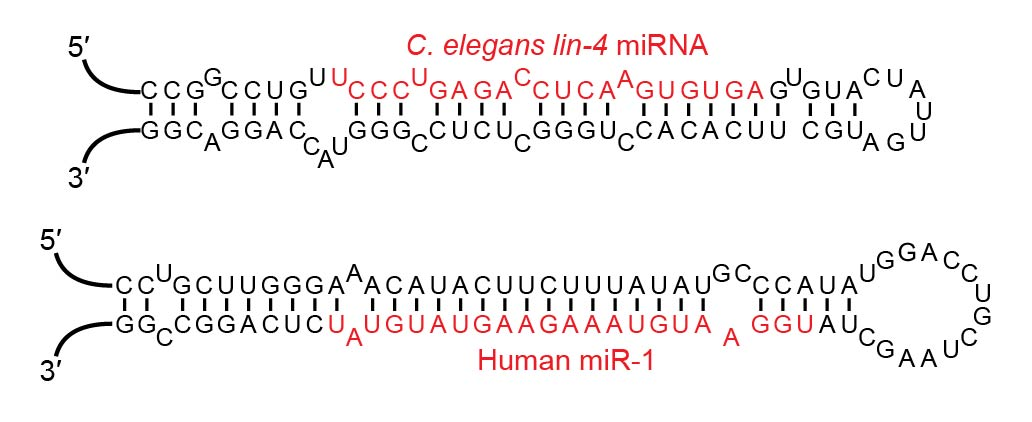
Exemplos de hairpin loop de miARN, com os miRNAs maduros mostrados em vermelho

O micro-ARN ou miARN (em inglês:  miRNAs) é um ARN monocatenário, com um comprimento de entre 19 e 25 nucleótidos, cuja principal função é atuar como silenciadores pós-transcricionais, pois pareiam-se com mRNAs específicos e regulam sua estabilidade e tradução. São pequenos RNAs não codificantes de eucariotos. Cada miRNA pode ter de um a centenas ou milhares de alvos, e um mRNA pode ser inibido por diferentes miRNA. Foram pela primeira vez descritos em 1993, por Lee e colaboradores no laboratório de Victor Ambros, no entanto, só em 2001 é que o termo "microARN" foi cunhado, ano em que apareceu num conjunto de três artigos publicados em Science (26 outubro de 2001). Hoje os bancos de dados apresentam em torno de 2000 microRNAs com suas funções bem estabelecidas.

## Aspectos Gerais
RNAs não codificantes (ou ncRNA, do inglês non coding RNAs) são moléculas transcritas a partir do genoma e não traduzidas em polipeptídeos, permanecendo geralmente no núcleo da célula, onde exercem sua função principal de regulação da expressão gênica tanto transcricional como pós-transcricional. A interferência por moléculas de RNAs não codificantes que atuam transcricionalmente é considerado um mecanismo epigenético, isto é, uma mudança estável e herdável da expressão gênica ou do fenótipo celular sem que haja alterações na sequência de bases do material genético.
NcRNA podem ser divididos em três grandes grupos, em função de seu tamanho. Os dois primeiros correspondem às moléculas bem conservadas entre as espécies, sendo eles (1) MicroRNA (ou miRNA) e RNA de interferência (ou siRNA, do inglês Small interfering RNA) e (2) RNA nucleolares pequenos (ou snoRNA, do inglês small nucleolar RNAs), com tamanhos entre aproximadamente 19 a 30 e 60 a 300 nucleotídeos, respectivamente. O terceiro grupo é representado pelos (3) RNAs longos não codificantes, com pouca conservação e comprimento médio de 2 mil pares de bases. Outros critérios como origem, estrutura, proteínas efetoras associadas e função biológica reduzem os limites entre os grupos de ncRNA e dificultam sua classificação. Apesar de miRNA e siRNA constituírem um único grupo de ncRNA em função de seu tamanho, estrutura, biogênese e mecanismo de ação semelhantes e ampla distribuição filogenética e fisiológica, eles podem ser diferenciados principalmente em função e por sua origem: enquanto os miRNA são tidos como endógenos, ou seja, como produtos do genoma do próprio organismo, os siRNA são considerados primariamente de origem exógena, sendo derivados diretamente de vírus, transposons ou transgenes.
Os miRNAs são pequenas moléculas endógenas de ácido ribonucleico (RNA), não codificantes, com cerca de 22 nucleotídeos (nt), que atuam como reguladores da expressão gênica em plantas e animais, ao nível pós-transcricional através da clivagem de um RNA mensageiro (mRNA) alvo ou da repressão da tradução.
O primeiro miRNA, lin-4, foi descrito em 1993 pelo grupo de Rosalind Lee associado à regulação do desenvolvimento larval de Caenorhabditis elegans (C. elegans). lin-4 regulava negativamente o nível da proteína LIN-14 (da primeira fase larvar), criando uma diminuição da expressão da mesma ao longo do tempo. Sete anos após a descrição de lin-4, ocorreu a descoberta do segundo miRNA, let-7, também no mesmo organismo modelo. Verificou-se que este miRNA atuava ao nível pós-transcricional e apresentava complementaridade parcial com a região 3’ não traduzida (3’-UTR) do mRNA LIN-41.
A existência de genes homólogos no genoma humano, de Drosophila e de outros doze animais bilaterais, permitiu supor que os miRNAs seriam uma classe com funções reguladoras amplas em muitas espécies diferentes. Inicialmente foram denominados como RNAs temporais pequenos (ou stRNA, do inglês small temporal RNAs) devido ao seu papel em etapas do desenvolvimento embrionário de C. Elegans. O termo microRNA só foi cunhado em 2001 em três trabalhos publicados simultaneamente na revista científica Science. Nesta ocasião, os autores descreveram, no total, mais de cem novos genes de miRNA em vertebrados e invertebrados e de forma geral os consideraram amplamente conservados entre as espécies estudadas (humanos, Drosophilae e Caenorhabditis). Entretanto, notaram que estes novos miRNAs não necessariamente eram expressos em diferentes momentos do desenvolvimento embrionário, mas principalmente que eram expressos por diferentes tipos celulares de uma espécie. Desde então, uma série de novos trabalhos utilizando técnicas de clonagem revelaram numerosos novos genes para miRNAs em mamíferos, peixes, helmintos, insetos e plantas. Com isso, a necessidade de catalogar a informação e facilitar a atribuição de nomes a novos miRNA levou ao desenvolvimento de um banco de dados de microRNA – o miRNA Registry, atualmente conhecido como miRBase.
Até 2014, mais de 17000 sequências de miRNAs em mais de 140 espécies diferentes foram catalogadas no miRBase (http://www.mirbase.org/), número este que tem aumentado exponencialmente, e nos últimos três anos quase triplicou e em 2021 temos 14.000 só para humanos sendo que apenas para 2.000 se distinguiu as funções/ações inibitórias.
Em diversas espécies, a distribuição dos genes de miRNA predomina em regiões relativamente distantes de genes previamente anotados, sugerindo que eles derivam de unidades de transcrição independentes. Por outro lado, uma minoria significativa destes miRNA tem suas sequências codificadas em íntrons de pré-mRNA, não possuindo um promotor próprio. Nestes casos, é esperada uma expressão coordenada de um miRNA e uma proteína derivados do mesmo pré-mRNA, compondo um cenário de regulação mais simplificado. Contudo, se coexpressos, tanto o mRNA quanto o miRNA teriam a mesma orientação, o que não se observa na prática. Em outras palavras, o que de fato acontece, pelo menos em C. elegans, é a expressão independente dos miRNAs de regiões intrônicas em relação aos mRNA previstos.
Um grande questionamento entre os especialistas em miRNA é a demora para sua descoberta, uma vez que a resposta definitivamente não está na raridade destas moléculas. Pelo contrário, os miRNA e proteínas associadas são aparentemente um dos complexos ribonucleoproteicos mais abundantes da célula. Assim, alguns autores sugerem dificuldades técnicas de transcriptômica, como a clonagem não otimizada para capturar miRNA, enquanto outros apontam para aspectos da estrutura destas moléculas, como a falta de um quadro aberto de leitura (ou ORF, do inglês open reading frame) que permitisse identificar um candidato a gene. Várias hipóteses existem, mas nenhuma ainda responde satisfatoriamente esta questão.

## Meios de comunicação entre Células
"descobriu-se que os miRNAs circulantes são diferencialmente expressos em várias doenças humanas. Essas descobertas começaram a nos fazer entender como as células usam miRNAs como moléculas de comunicação no sofisticado diálogo entre elas".

## Eixo microRNAs-Microbioma
Estudos demonstraram que a função miRNA fecal está relacionado à formação da microbiota intestinal e à influência do metabolismo bacteriano "Devido à sua função moduladora, os miRNAs circulantes e particularmente fecais surgiram como uma ferramenta poderosa para o diagnóstico de doenças e o desenvolvimento de estratégias terapêuticas baseadas em miRNAs."

## Biogênese dos microRNAs
A maioria dos genes transcritos em miRNAs se localiza em regiões intergênicas e estão organizados de forma isolada em plantas, C. elegans e humanos, sugerindo que são transcritos a partir de unidades transcricionais independentes. Outros miRNAs estão agrupados no genoma em um arranjo e possuem um padrão de expressão que produz um miRNA primário (pri-miRNA) “policistrônico”, capaz de gerar vários miRNAs distintos após a finalização do processamento. Em Drosophila mais da metade desses genes está organizada em clusters. Os miRNAs também podem ser processados por sequências de íntrons de genes codificantes de proteínas, o que compreende aproximadamente 30% dos miRNAs.
O número de genes que codificam miRNAs ultrapassou 110 em C. elegans, 140 na mosca Drosophila melanogaster e 400 em seres humanos, representando cerca de 1% a 2% do número de genes codificadores de proteínas nessas respectivas espécies. Em função do número de genes transcritos em miRNAs já conhecidos e dos diferentes padrões de expressão estabelecidos por estudos de transcriptômica propõe-se que, cada tipo celular tenha um perfil distinto de expressão de miRNA em uma determinada etapa do desenvolvimento embrionário ou tecidual. Esse perfil é resultado da expressão ou não de certas moléculas, como também da abundância destas num dado momento.
De forma geral, a maioria dos genes de miRNA são transcritos pela RNA polimerase II (RNA pol II) no núcleo em miRNAs primários (pri-miRNAs). Individualmente, um pri-miRNA pode produzir um único miRNA ou conter grupos de dois ou mais miRNAs que são processados a partir de um transcrito primário comum. Esses longos pri-miRNA são clivados por um complexo que abrange a enzima RNAse III de cadeia dupla (DROSHA) e seu cofator essencial, a proteína de ligação DGCR8 (DiGeorge Syndrome Critical Region 8 protein) em mamíferos. A DROSHA contém dois domínios de RNAse III, cada qual cliva uma fita do RNA resultando no microRNA precursor (pré-miRNA) com cerca de 70 pares de base, que contém um trecho de fita dupla e uma alça de fita simples, formando uma estrutura em grampo. O pré-miRNA é exportado para o citoplasma pela proteína exportina-5 (XPO-5), onde é clivado pela DICER1, uma RNAse III que avalia as extremidades 3’ e 5’ do pré-miRNA, gerando um miRNA maduro com cerca de 22 nucleotídeos. O processamento do pré-miRNA pela Dicer promove o desenrolamento do duplex de RNA em forma de grampo. Geralmente, apenas uma fita é incorporada no RNP (fita guia), sendo que a seleção da fita depende da sua instabilidade termodinâmica e da fragilidade do pareamento de bases em relação à outra cadeia. A posição na formação do grampo também pode influenciar na escolha da fita. A outra fita, chamada fita passageira, é indicada com um asterisco (*) e é normalmente degradada. Em alguns casos ambas as cadeias do duplex são viáveis e ambas se tornam miRNAs funcionais que tem como alvo populações de mRNA diferentes.
A DICER1 se associa com a proteína TRBP (transactivation responsive RNA binding protein, também chamada de TRBP2), que se liga ao RNA dupla-fita (dsRNA). A TRBP também liga fisicamente à DICER1 com as proteínas Argonautas (AGO1, AGO2, AGO3 ou AGO4, por exemplo) na montagem do complexo ribonucleoproteico (RNP). O RNP procura pelos mRNAs alvo através da busca de sequências nucleotídicas complementares usando uma das fitas do microRNA como molde. As proteínas denominadas Argonautas são compostas por dois domínios, o PAZ que pode se ligar à porção 3’ da fita simples do miRNA maduro e o domínio PIWI que é estruturalmente semelhante a ribonuclease-H e interage com porção 5’ da fita guia. Esses domínios se ligam ao miRNA maduro e orientam a interação com o mRNA alvo.
Uma fita do miRNA maduro (fita guia) é então ligada por uma Argonauta e retida no RNP guiando o complexo ao mRNA alvo no silenciamento gênico pós-transcricional. Esse passo ocorre nos corpos de processamento (p-bodies), que são estruturas citoplasmáticas envolvidas no controle da expressão gênica pós-transcricional. Esse controle regula a renovação de mRNA, bem como a remoção de RNA anormais e com mutações sem sentido. A formação dos p-bodies parece depender de proteínas específicas e RNA, em particular, miRNAs.

## Biogênese em plantas
Os miRNAs de plantas geralmente têm um pareamento quase que perfeito com seus mRNA alvos e induzem repressão do gene através da clivagem dos transcritos-alvo. A biogênese dos miRNAs em plantas difere da biogênese dos animais principalmente nas etapas de processamento e exportação. Ao invés de ser clivado pelas duas enzimas, uma dentro e outra fora do núcleo, ambas as clivagens do miRNA nas plantas são realizadas por uma proteína homóloga a Dicer chamada Dicer-like1 (DL1). DL1 é expressa somente no núcleo celular de plantas, indicando que ambas as reações acontecem dentro do núcleo. Antes do complexo dsmiRNA (duplex) ser transportado para fora do núcleo sua extremidade 3’ é metilada por uma RNA metiltransferase chamada HEN1 (Hua-Enhancer 1). Este complexo é então transportado para o citoplasma por uma proteína chamada HST (Hasty), uma homóloga da XPO-5, onde eles se desmontam e o miRNA maduro é então incorporado no RNP.

## Função dos microRNAs
Os miRNAs têm como principal função regular os genes e o genoma, silenciando-os de forma geral, o que pode levar a um aumento ou diminuição na expressão de um gene ou, inclusive, de uma proteína que atua em uma via de sinalização para um determinado contexto celular. Essa regulação pode ocorrer em vários níveis da função gênica, podendo interferir na estruturação da cromatina, no rearranjo cromossomal, em fenômenos de metilação do DNA ou das histonas, na transcrição (por exemplo, no silenciamento de genes promotores), no processamento e estabilidade do RNA e na tradução. Neste sentido, os miRNA podem ser chamados de RNA de interferência (RNAi).
Basicamente, a identificação do gene a ser silenciado se dá pelo pareamento de bases complementares com o miRNA específico para o mesmo. Portanto, pode-se dizer que esse silenciamento pode ser reprogramável. Cada situação exige um diferente padrão de expressão gênica, desta forma, a maquinaria de silenciamento pode ser redirecionada através da expressão de novos miRNAs ou da remoção de antigos miRNAs. Assim, quando o genoma se encontra diante de ameaças externas, como bactérias ou vírus, ele pode expressar sequências de miRNAs, que são capazes de reprimir a expressão gênica, fazendo que o mesmo consiga responder à ameaça.
Além do pareamento sincronizado do miRNA com o alvo, outros fatores também são importantes no processo de RNAi, como a atuação da família de proteínas argonautas e a Dicer, que atuam na biogênese e no auxílio do reconhecimento dos alvos pelo miRNA. Por exemplo, a deficiência induzida de Dicer pode revelar outras funções dessa enzima, como no silenciamento transcricional de genes através da produção de siRNAs endógenos, sugerindo uma característica epigenética de adaptação.
Já foram descritas várias famílias de miRNAs, e cada um deles é capaz de atuar sozinho ou em conjunto com outros miRNAs na regulação de um gene. Devido à essa característica principal de regulação gênica, acredita-se que os miRNAs estão diretamente ligados à formação de tumores.
Foi descrito na literatura, por exemplo, que miRNAs estão diretamente envolvidos na regulação da proliferação celular através da via do receptor do fator de crescimento epitelial (EGFR - Epitelial Growth Factor Receptor), que está envolvido em vários tipos de câncer, como de pulmão, colo-retal, mama, dentre outros. Neste caso, verificou-se que miR-124, miR-147 e miR-193-a-3p são essenciais na regulação do EGFR. É importante ressaltar que não é apenas um miRNA específico que estará envolvido diretamente com uma proteína da via, mas que pode existir uma série de interações entre um único miRNA e vários alvos dentro de uma mesma via de sinalização e, ainda, vários miRNA podem ser capazes de atuar em um mesmo alvo da via. Diante dessas descobertas, uma nova alternativa terapêutica pode surgir ao utilizar esses miRNA para bloquear uma via específica na formação de tumores.
Os miRNAs também desempenham um papel essencial no desenvolvimento do controle e da resposta do sistema imune. Fatores como a remoção de genes responsáveis pela confecção da maquinaria de miRNA e a perda ou desregulação de alguns miRNAs comprometem o desenvolvimento da resposta imune ao alterar componentes principais de vias funcionalmente interligadas, gerando desordens como doenças autoimunes e câncer. Por exemplo, através da inativação da Dicer em linfócitos T ou B de camundongos é possível demonstrar que os miRNAs são críticos para o processo de desenvolvimento e diferenciação dos linfócitos. Para as células T afetadas pela deleção da Dicer em camundongos mutantes verificou-se a ocorrência de várias imunopatologias, como esplenomegalias, aumento no tamanho dos linfonodos intestinais e colites. Ou seja, os miRNAs atuantes desta via são essenciais para a manutenção da homeostasia e da função repressora das células T regulatórias. Para reforçar essa hipótese, observou-se que quando ocorre uma deleção na Dicer e em Drosha verifica-se uma deficiência no fator Foxp3 que é essencial na diferenciação de células T regulatórias, sendo assim incompatível com a vida.
Nos linfócitos B, aparentemente, os miRNAs não afetam diretamente a recombinação V(D)J, essencial para a formação do repertório de anticorpos. Porém, miRNAs estão envolvidos na diferenciação destes linfócitos, em especial miR-17~92, que aparece como um regulador crítico no desenvolvimento celular, envolvido especialmente na regulação de mecanismos apoptóticos ou divisão celular.
Outros miRNAs sabidamente conhecidos como importantes na formação e regulação da imunidade inata e adaptativa são miR-155, miR-132 e miR-146, que aumentam seus níveis de expressão após estímulo com lipopolissacarídeo (LPS), um importante antígeno presente em bactérias Gram-negativas. Esses miRNAs têm como alvos principais componentes da via de receptores Toll-like (TLR), que é ativada por LPS, sugerindo uma atuação por feedback negativo desses miRNAs nessa via e no mecanismo da expansão da linhagem mielocítica durante uma resposta inflamatória. Já miR-181 aparenta estar diretamente envolvido no controle do limiar de ativação de receptores de células T (TCR), devendo participar na regulação da resposta imune dependente de anticorpos. A deleção de miR-223 leva a um aumento de neutrófilos em infecções fúngicas, demonstrando um papel importante na formação da linhagem granulocítica e, consequentemente, na imunidade inata. A remoção do miR-150 levou a um aumento nos níveis de células B do tipo B1, que estão diretamente envolvidas na defesa natural do organismo contra patógenos.
A plasticidade apresentada pelos miRNAs demonstram que são elementos muito importantes nas interações patógeno-hospedeiro, especialmente no que diz respeito a infecções virais. Diversos vírus expressam miRNAs, consequentemente, possibilitando interações entre os miRNAs e mRNAs do vírus e do hospedeiro. Ao regular a expressão gênica, miRNAs virais podem ajudar os vírus a escapar da reposta imune produzida pelo hospedeiro. Por exemplo, miR-UL112 de citomegalovírus humano (HCMV) diminui a expressão de um ligante ativador de células NK presente no complexo de histocompatibilidade de classe I (MHC-I), impedindo assim a morte das células infectadas com o vírus. miRNAs codificados pelo vírus símio 40 (SV40) se acumulam no estágio tardio da infecção e são perfeitamente complementares ao mRNA viral mais novo, fazendo uma diminuição da expressão dos antígenos virais que são detectados pelas células T citotóxicas, escapando da detecção pelas mesmas, esse é um mecanismo também utilizado nos miRNAs expressos pelo vírus herpes simples 1 (HSV-1), permitindo a manutenção desses vírus em um estado latente.
Em contrapartida, miRNAs do hospedeiro também podem auxiliar na defesa antiviral. MiR-32, por exemplo, previne o acúmulo do vírus símio foamy (PFV-1) em células humanas, ao ter o genoma viral como alvo e causar uma inibição na tradução. Alguns vírus transpassam essa defesa ao codificar proteínas que reprimem o silenciamento de RNA, através do sequestro de pequenos RNAs ou interferindo na função de proteínas envolvidas no processamento de miRNA.
Os vírus também podem se aproveitar de miRNAs do hospedeiro como forma de garantir sua sobrevivência. Um exemplo mais clássico seria o de miR-122 e a infecção pelo vírus da hepatite C (HCV). MiR-122 é um miRNA altamente expresso nos hepatócitos, basicamente funcionando como um regulador do metabolismo de ácidos graxos, e a replicação do HCV é dependente da expressão desse miRNA. A especificidade tecidual da expressão de miR-122 também garante a predileção do HCV por esse tipo celular. Porém, esse mecanismo não é de todo mal, pois desta forma, miR-122 se classifica como um candidato a alvo para o tratamento de HCV com o uso de um antagonista anti-miR-122.
Outros estudos apontam que os miRNAs desempenham um papel importante na fisiologia do sistema cardiovascular e estão diretamente ligados aos processos patogênicos do mesmo, especialmente por atuarem na regulação de cerca de 30% dos genes nucleares. Como as proteínas, os RNAs são capazes de se translocar para a mitocôndria, o que também acontece com os miRNAs, especialmente miR-181c, que é transportado para a mitocôndria de cardiomiócitos, regulando a expressão gênica mitocondrial e, consequentemente, afetando sua função.

## Aplicações terapêuticas
A fitoterapia tem sido citada em milhares de trabalhos ligados a miRNAs com diversas aplicações como o uso de fitoterápicos contendo Mir específicos para câncer
"O primeiro medicamento direcionado a miRNA, Miravirsen (Santaris Pharma, Dinamarca), Miravirsen é um oligonucleotídeo antisense que inibe o processamento mediado por DROSHA e DICER de precursores miR-122 que aumentam a transcrição do genoma do vírus da hepatite C (HCV)" Outros medicamentos foram para câncer de tireoide (Interpace Diagnostic), o Miravirsen (produzido pela Roche / Santaris) concorre com RG-101 (produzido pela Regulus Therapeutics), e "são destinados ao tratamento da hepatite C". Mas são usados como antiviral aplicando a várias doenças e tipos de câncer "Lumasiran (Oxlumo™) é um pequeno RNA interferente administrado por via subcutânea (siRNA) direcionado ao mRNA para o gene da hidroxiácido oxidase 1 (HAO1; codifica glicolato oxidase) e foi desenvolvido pela Alnylam Pharmaceuticals para o tratamento da hiperoxalúria primária tipo 1 (PH1)".
Há pouco mais de uma década surgiu uma revolucionária e promissora classe de agentes terapêuticos, os miRNAs, que produzem efeitos bem direcionados e específicos de inibir um mRNA através de alterações pós-transcricional. Estes oferecem a vantagem de serem altamente potentes e capazes de atuar em alvos inacessíveis a moléculas de fármacos convencionais. Antes eram vistos como simples RNAs não codificantes, mas com o avanço tecnológico da biologia molecular descobriu-se que alguns destes RNAs também auxiliam no controle da tradução e na regulação de genes. O potencial destes miRNAs como tratamento de diversas doenças infecciosas e do câncer tem elevado gradativamente.
Os miRNAs possuem papéis importantes em indivíduos saudáveis, mas também estão associados a uma gama de doenças como diabetes, doenças cardiovasculares, doenças neurológicas e diferentes tipos de câncer. O estudo dos miRNAs vem possibilitando o conhecimento da função de genes para determinar biomarcadores de diagnóstico e preditores de resposta a tratamentos, que possam vir a ser candidatos a medicamentos e possibilitar estudos de doenças.
Os miRNAs tem propriedades físico-química similares, mas com funções distintas, as sequências de miRNAs na maioria das vezes são completamente conservadas em múltiplas espécies de vertebrados, estas características do miRNAs os tornam de fácil manipulação e viáveis terapeuticamente. Possuem muitos alvos dentro das células, as quais, permitem a modulação de vias inteiras em um estado de doença através de direcionamento terapêutico do miRNAs associados à doença.
Há duas formas que podem ser utilizadas para modular a atividade do miRNA:
1. Restabelecer a função de um miRNA utilizando miRNAs de cadeia dupla sintéticos ou super expressão baseada em vetor viral. Cujo objetivo é conseguir as mesmas funções biológicas dos miRNAs endógenos. Os vetores virais são utilizados para transportar o miRNA terapêutico para dentro da célula de interesse, são modificados geneticamente tanto na remoção da virulência quanto no seu tropismo.[72] Utilização de dsRNAs sintéticas com modificações químicas para aumentar a estabilidade e a absorção celular, evitando a ligação do miRNA ao RISC prevenindo a sua rápida degradação.[73]
2. Inibir a função de um miRNA usando oligonucletídeos antimiR quimicamente modificados. MiRNAs maduros podem ser inibidos usando miRNA complementar ou oligonucleotídeos antisenso, conhecidos como antimiRs e oncomiR (atuam como oncogenes). Um miRNA complementar é produzida por expressão transgênica de uma molécula de RNA complementar aos sítios de ligação do miRNA de interesse para bloquear a função de um miRNA alvo ou uma família de miRNA.[74] Para obter um eficiente silenciamento de um miRNA in vivo, o oligonucletídeo antimiR deve ser quimicamente modificado promovendo afinidade de ligação, bioestabilidade e propriedades farmacocinéticas. Uma vez que os níveis de expressão do miRNA variam dependendo do tipo celular, do tecido e das doenças, extensos estudos pré-clinicos são necessários para determinar o nível de inibição de uma miRNA alvo.

Atualmente, a bioinformática é a ferramenta inicial para escolha de um miRNA como candidato de um novo fármaco. Existem características necessárias que os miRNAs sintéticos devem ter como por exemplo potência, especificidade ao mRNA alvo, evitando efeitos fora do alvo, e estabilidade às nucleases. A resistência a nuclease é dada pela substituição do fosfodiéster (PO) pela fosforotioato (OS) na ligação do oligonucleotídeo antimiR. Um siRNA possui 19 – 21 nucleotídeos com alças (overhangs) no final 3’ com TT e UU, os quais são importantes para o reconhecimento pela maquinaria de RNAi. Sequências siRNAs com 27 nucleotídeo aumenta a potência, porém sequência com mais de 30 nucleotídeos pode ativar a via interferon. A eficiência de um silenciamento via siRNA está relacionada com a região do mRNA ao qual ele é complementa e a quantidade de G / C na sequência que deve ser em torno de 30 e 64%.
O primeiro ensaio clínico de uma terapia utilizando siRNA foi iniciada em 2004, até o momento há 30 candidatos de siRNA em diferentes fases de ensaios clínicos para o tratamento de diferentes doenças. Já o primeiro ensaio clínico de um miRNA como fármaco iniciou em 2013. Os miRNAs podem ser utilizados como agentes terapêuticos para doenças complexas para um tratamento eficaz, que exige a modulação de várias vias, pois estes são capazes de inibir a expressão de uma série de genes alvos, que em geral trabalham em conjunto, como por exemplo o miR-155. Por outro lado, os siRNAs tem seu potencial limitado pela sua capacidade de ter um único gene específico.
Quase que 1/3 da terapia utilizando o siRNA ou miRNA em fase de ensaios clínicos são direcionados para o câncer. O primeiro miRNA como um oncogene é miR-155, e dados recentes indicam que ele desempenha um papel crucial em diversos processos fisiológicos e patológicos, tais como a diferenciação hematopoiética, imunidade, inflamação, infecções virais, câncer, doenças cardiovasculares e síndrome de Down. O MRX34 foi primeiro a entrar nos estudos clínicos na terapia de câncer projetado para fornecer miR-34 similar por formulação lipossomal, sendo indicado para câncer de fígado primário ou metástase de outros tumores no fígado. Este miR-34 está bem caracterizado como regulador da supressão tumoral. O TargomiR também em fase de ensaios clínicos é indicado para mesotelioma maligno da pleura e para câncer de pulmão de não pequenas células. O TargomiRs consiste em três componentes similares ao miRNA-16, uma nanopartícula de entrega da droga e um anticorpo fator de crescimento como antiepidermal para o direcionamento do farmaco.
Em poucos anos estarão disponíveis uma gama de novos fármacos que utilizam esta estratégia terapêutica, inúmeros miRNA estão em fases de ensaios pré-clinicos e clínicos. Contudo, o perfil de segurança e eficácia será bem definido após estudos clínicos adicionais e de longo prazo, a fim de identificar ou não eventos adversos.

### microRNA em estudos terapêuticos
- miR-34 – terapia contra o câncer, possuem efeito de controlar a proliferação celular, ciclo celular e apoptose;
- miR-33 – terapia da arteriosclerose, regulam o colesterol, ácidos graxos e triglicérides e induz a homeostase com a codificação de SREBP1 e SREBP2;
- miR- 208 – tratamento de insuficiência cardíaca e diabetes;
- miR-122 – tratamento da infecção pelo vírus da hepatite C.[71][81]